# Kościół św. Józefa Robotnika w Dańcu
Kościół św. Józefa Robotnika – rzymskokatolicki kościół filialny w Dańcu. Świątynia należy do parafii Opatrzności Bożej w Raszowej w dekanacie Ozimek, diecezji opolskiej.

## Historia kościoła
Kościół w Dańcu został wybudowany w 1982 roku. Konsekracja świątyni miała miejsce 1 listopada 1982 roku, a dokonał jej ksiądz biskup Wieczorek, biskup pomocniczy diecezji opolskiej. Kościół wybudowano w miejscu, gdzie wcześniej była szkoła podstawowa. Inicjatorem budowy kościoła był ks. Hubert Szdzuj, ówczesny proboszcz parafii w Raszowej.